# Mike Edwards (Rennfahrer)
Mike Edwards (* Februar 1962 in Harrogate, North Yorkshire) ist ein ehemaliger britischer Motorradrennfahrer.

## Karriere
Edwards fuhr sehr erfolgreich in den nationalen britischen Wettbewerben im Umfeld der British Superbike Championship, wo er vier Titel errang. International trat er bei Langstreckenrennen, etwa den Daytona 200, und Rennserien wie dem Speed Triple Cup, dem Macau Grand Prix, den er 1995 gewinnen konnte, oder der Sound Of Singles (Einzylinder) in Erscheinung. Als erster Brite seit Paul Smart 1972 gelang ihm mit seinem Teamkollegen Jason Pridmore ein Sieg beim Langstreckenrennen in Imola. Edwards gilt als einer der Wegbereiter der Supermono-Rennserie und betreibt seit seinem Rückzug aus dem aktiven Rennsport 2004 in seiner Heimatgemeinde eine Rennschule und nimmt an Oldtimerrennen teil.

## Siegestatistik
| Jahr | Klasse              | Motorrad | Rennen             |
| ---- | ------------------- | -------- | ------------------ |
| 1988 | Junior Stock        | Yamaha   | Britischer Meister |
| 1992 | 400er Supersport    | Honda    | Britischer Meister |
| 1994 | 600er               | Yamaha   | North West 200     |
| 1995 | Supersport 600er    | Honda    | Britischer Meister |
| 1995 | Solomotorrad        | Yamaha   | Macao Grand Prix   |
| 2002 | Langstrecken-WM (a) | Suzuki   | Imola              |
| 2004 | Supermono           | -        | Britischer Meister |